# Protaetia funesta
Protaetia funesta är en skalbaggsart som beskrevs av Édouard Ménétries 1836. Protaetia funesta ingår i släktet Protaetia och familjen Cetoniidae. Inga underarter finns listade i Catalogue of Life.